# Route 312 (Nouvelle-Écosse)
Pour les articles homonymes, voir Route 312.
La route 312 est une route secondaire de la Nouvelle-Écosse d'orientation nord-sud située dans le nord-est de la province, sur l'île du Cap-Breton. Elle est une route moyennement fréquentée, alors qu'elle relie la Piste Cabot à la Route Transcanadienne, la route 105. De plus, elle mesure 13 kilomètres, et est une route asphaltée sur l'entièreté de son tracé.

## Tracé
La route 312 débute sur la Route Transcanadienne, la route 105. Elle se dirige vers le nord pendant 6 kilomètres, suivant la rive est du havre Saint-Anns, puis elle traverse la petite communauté d'Englishtown. Un traversier est ensuite présent pour traverser une toute petite partie de la baie Saint-Anns (à peine 500 mètres), puis elle traverse le reste de la baie sur une pointe de terre. Elle rejoint finalement la route 30, la Piste Cabot, à River Bennett.
La 312 est une route moyennement fréquentée, puisqu'elle sert de raccourci entre à piste cabot sud et Sydney, ou vice-versa. En effet, les automobilistes peuvent prendre cette route au lieu de continuer sur la Cabot Trail jusqu'à la Route Transcanadienne, à South Haven. Elle permet de sauver 18 kilomètres, et de 10 à 15 minutes en temps.

## Communautés traversées
1. South Haven
2. Englishtown
3. Jersey Cove
4. River Bennett